# Эйкин, Люси
Люси Эйкин (англ. Lucy Aikin; 1781—1864) — английская писательница; дочь известного своими научно-популярными сочинениями писателя Джона Эйкина. Сестра химика Артура Эйкина.

## Биография
Родилась 6 ноября 1781 года; под руководством отца получила прекрасное образование, давшее ей возможность помогать ему в его позднейших трудах. На литературном поприще дебютировала своими «Epistles on women» (1810), за которыми последовали «Adventures of Rolando» (1812) и «Lorimer» (1814). Позднее с особенною любовью посвятила себя изучению английской истории и литературы и первым своим трудом в этой области («Memoirs of the court of Elisabeth», 1818) завоевала себе почётную известность; сам Маколей удивлялся глубине её познаний, изяществу и образности изложения. Теми же качествами, хотя в более слабой степени, отличаются и позднейшие её сочинения: «Мемуары двора Якова I» (англ. Memoirs of the court of James I, (1822)), «Memoirs of Addison» (1843) и «Memoirs of the court of Charles I» (1843). Она умерла 29 января 1864 года.